# Frank MacKey
Frank Jay Mackey (Gilboa, Nova York, 20 de març de 1852 – Riverside, Califòrnia, 24 de febrer de 1927) va ser un jugador de polo estatunidenc. El 1900 va prendre part en els Jocs Olímpics de París, on guanyà la medalla d'or en la competició de polo com a integrant de l'equip Foxhunters Hurlingham. En aquest equip també hi competien Denis St. George Daly, Foxhall Parker Keene, John Beresford i Sir Alfred Rawlinson.